# Die Hammlets

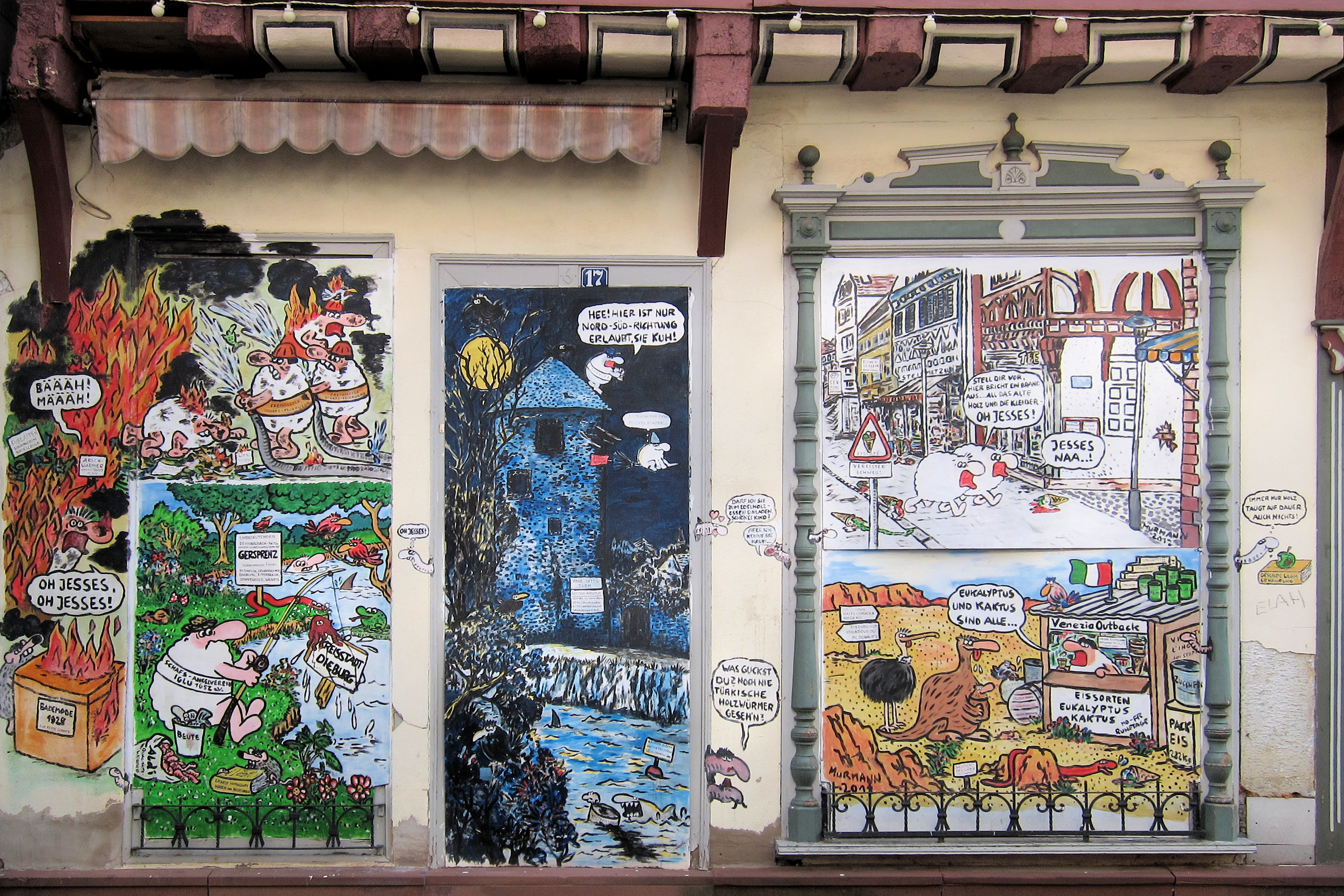
Schäfchen-Comics in der Fußgängerzone in Dieburg

Die Cartoon-Serie Die Hammlets entstand 1978 und erschien zunächst auf Hessisch in der Regionalzeitung Dieburger Anzeiger. Ihr Erfinder war der in Dieburg lebende Zeichner Hans-Peter Murmann (1946–2019).
Die Erscheinungsform der Cartoons war die für jene Zeit klassische, d. h. in Schwarz-Weiß, und die Geschichten waren in vier Panels aufgeteilt (vergleichbar den Peanuts, Hägar, Mafalda oder Ähnlichen). Inhaltlich befassten sie sich mit Situationen aus dem allgemein menschlichen Umfeld wie Beziehungen, Arbeit, Freizeit und vergleichbaren Themenkreisen. Die Hauptfiguren der Cartoons sind namentlich meist nicht näher bezeichnete Schafe, die die Rolle der menschlichen Akteure übernehmen. Ein großer Teil der Comic-Streifen stellt Missverständnisse durch falsche Wortassoziationen (Kalauer) dar. 
Die ersten überregionalen Veröffentlichungen waren 1978 in dem satirischen Monatsmagazin Pardon zu sehen. 1980 schaffte die Zeichenserie den Sprung in die erste überregionale Tageszeitung, die einstige Abendpost/Nachtausgabe (Frankfurt), wo sie wöchentlich in der Samstagsausgabe (mit Willi Wacker) im Unterhaltungsteil erschien. Bis 1984 folgten Veröffentlichungen in Mannheimer Morgen, Rheinische Post, Freundin.
1985 erschien das erste Buch, Schaf empfehlen wir heute besonders. Weitere drei Bücher folgten bis 1986: Sie haben Ihre Tasche vergessen, Viel zuviel Salz sowie Aamool im Joar (in hessischem Dialekt). Bis heute sind insgesamt 15 Bücher erschienen.